# Єгоров Володимир Сергійович
Володи́мир Сергі́йович Єго́ров — генерал-майор, Державна прикордонна служба України.

## Життєпис
З 2007 по 2008 роки займав посаду начальника Житомирського прикордонного загону.
З 2008 по 2010 роки очолював Чернігівський прикордонний загін. Брав участь у боях на сході України — з вересня 2014 по квітень 2015 року.
З червня 2015 року по жовтень 2015 року — начальник Північного регіонального управління Держприкордонслужби України.
З 21 жовтня 2015 року — начальник Західного регіонального управління ДПС України.

## Нагороди
За особисту мужність і героїзм, виявлені у захисті державного суверенітету та територіальної цілісності України, вірність військовій присязі під час російсько-української війни
- нагороджений орденом Богдана Хмельницького III ступеня (27.5.2015).

## Галерея

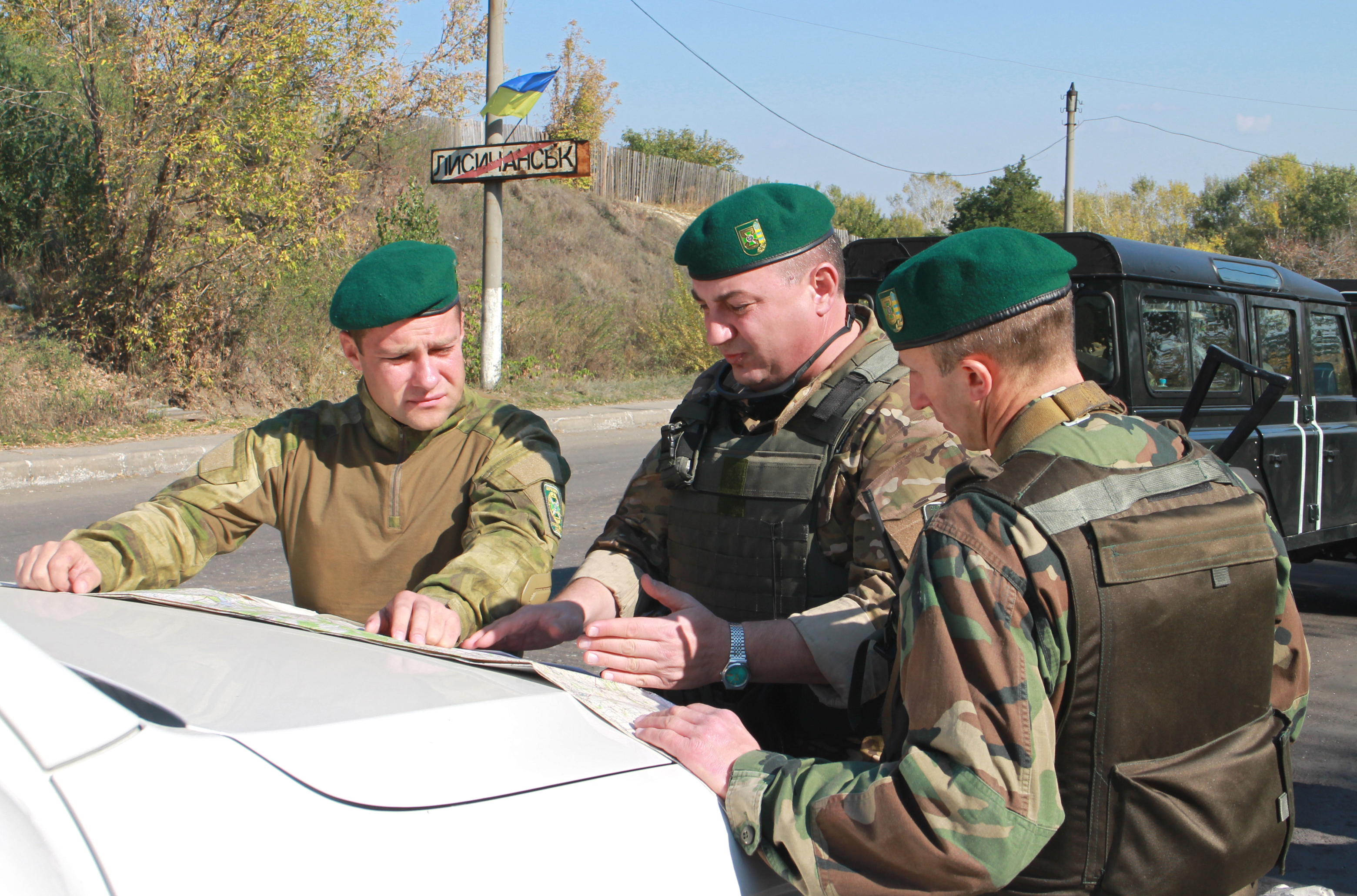
Поблизу Лисичанська